# 웅촌초등학교 검단분교
웅촌초등학교 검단분교(熊村初等學校 檢丹分校)는 대한민국 울산광역시 울주군에 위치해 있었던 공립 초등학교이다.

## 학교 연혁
- 1947.06.30 학교 설립 인가
- 1947.07.17 검단국민학교 개교
- 1984.02.08 경상남도 선정 미술과 우수학교
- 1994.10.28 병설유치원 군지정 시범보고회
- 1995.12.30 환경교육 시우수학교 선정
- 1996.01.20 학생봉사활동 울산시 지정 연구학교 보고회
- 1996.03.01 검단초등학교로 변경
- 2003.10.20 학생봉사활동 울산광역시 지정 연구학교 보고회
- 2009.03.01 교원능력개발평가 시범학교
- 2011.03.01 제24대 박용대 교장 부임
- 2014.02.21 제65회 졸업식(졸업생 총수 3,481명)
- 2014.03.01 검단초등학교 6학급, 병설유치원 1학급 편성
- 2018.03.01 웅촌초등학교 검단분교로 개편
- 2020.02.29 폐교[1]

## 폐교 이후
검단분교 교사는 세인고등학교 (울산)가 임차이전했다가 폐교되어 제대로 활용이 안되고 있다.